# 歌澄
歌澄（かすみ、8月13日生まれ）は、日本のシンガーソングライター。

## 人物
東京都出身。
ボーカリスト兼マネージャーとしてUnlucky Morpheusに所属。